# Aeroporto di Viterbo
L'Aeroporto di Viterbo o Aeroporto di Roma-Viterbo (ICAO: LIRV), è un aeroporto militare, situato a 3 km a nord-ovest dal centro della città di Viterbo. È intitolato dall’apertura nel 1937 al tenente pilota Tommaso Fabbri (1908-1936) caduto in Etiopia e decorato con la Medaglia di bronzo al valor militare alla memoria. Destinato alla Squadriglia di Ro.1 Libica per l’Africa Orientale, muore nel corso di una missione di guerra durante la battaglia del lago Ascianghi.
L'ingresso è ubicato lungo la provinciale Tuscanese, a brevissima distanza dagli stabilimenti termali, dalle sorgenti idrominerali (Bulicame e altre), dall'orto botanico dell'Università della Tuscia e dalla necropoli etrusca di Castel d'Asso. Il 26 novembre 2007 l'aeroporto di Viterbo venne ufficialmente scelto dal Ministero dei trasporti come futuro scalo civile, destinato a diventare il secondo scalo passeggeri del Lazio, dopo Fiumicino e in sostituzione dell'aeroporto di Ciampino. Questi piani sono però stati resi obsoleti dal Piano di sviluppo aeroportuale che non prevede un ampliamento dello scalo viterbese.
L'ambiente circostante è ritenuto a rischio e si sono moltiplicate le iniziative per salvaguardare sia la cittadinanza sia le strutture esistenti, in particolare l'antica sorgente termale, citata da Dante Alighieri nella Divina Commedia.
È sede di diversi reparti dell'Aviazione dell'Esercito

## Storia
Quando nel 1936 si decise di costruire il terzo scalo militare laziale, la scelta cadde nel territorio a nord del capoluogo della provincia di Viterbo per la posizione centrale rispetto a tutte le regioni italiane, la vicinanza con il porto di Civitavecchia e lo scalo ferroviario di Orte, "per il clima e le condizioni meteorologiche che permettono di effettuare qualsiasi operazione aerea nell'arco medio di 350/355 giorni l'anno".
Fu sede del 9º Stormo Bombardamento Terrestre della Regia Aeronautica fino agli anni quaranta; dal 23 giugno 1942 l'8º Stormo si schierò a Viterbo, dove rimase fino al 28 gennaio 1943 e poi fu sede del Centro Istruzione Reclute Aeronautica Militare (C.I.R.A.M.), che fino al 1953 curò l'addestramento e l'istruzione dei militari di leva nell'Aeronautica Militare; successivamente, dal 1953 al 1958 ospitò la scuola specialisti per la formazione degli avieri aiuto automobilisti (S.S.A.A.); dopodiché il 1º settembre 1958 venne creata la prima Scuola Centrale V.A.M. (Vigilanza Aeronautica Militare), che ospitava inizialmente 600 allievi. Nel 1981 la Scuola Centrale di Vigilanza Aeronautica Militare assume la denominazione di Scuola Addestramento Reclute Vigilanza Aeronautica Militare (S.A.R.V.A.M.). La scuola ha chiuso nel 2004.
Oggi è sede del 1º Reggimento Aviazione dell'Esercito "Antares", del 4º Reggimento Sostegno Aviazione dell'Esercito "Scorpione", nonché, dal 2004, della Scuola Marescialli dell'Aeronautica Militare. L'aeroporto è anche sede del locale aeroclub.
Il 25 settembre 2005, in occasione dell'apertura della Scuola Marescialli dell'Aeronautica Militare (qui trasferitasi da Caserta) ha ospitato il "Viterbo Air Show" con l'esibizione della Pattuglia Acrobatica Nazionale (Frecce Tricolori).
Il 25 gennaio 2008, in base a un Decreto ministeriale, pubblicato sulla Gazzetta Ufficiale del 7 marzo 2008, l'aeroporto militare venne classificato come MOB (Main Operating Base) del secondo gruppo e come tale l'apertura al traffico civile può essere ampliata a condizione che dall'espansione non derivino limitazioni allo svolgimento dei compiti istituzionali delle Forze armate e nuovi o maggiori oneri a carico del bilancio del Ministero della difesa.
Il 19 febbraio 2011, in una conferenza tenutasi a Ciampino, la presidente della Regione Lazio Renata Polverini ha annunciato la chiusura dello scalo di Roma-Ciampino e l'apertura al pubblico dell'aeroporto di Viterbo.
Il 29 gennaio 2013 il Piano di Sviluppo ha stabilito che lo scalo di Viterbo non verrà realizzato.
Nel 2012 ricorrono i suoi 75 anni.

## L'aeroporto nei media
L'Aeroporto di Viterbo è l'aeroporto militare presso il quale viene assegnato come prima destinazione il protagonista del film di Roberto Rossellini, Un pilota ritorna del 1942. Nel film il tenente Rossati è un pilota dei bombardieri CANT Z.1007 in forza alla 161ª Squadriglia della Regia Aeronautica. Nei primi minuti della pellicola viene inquadrato e si riconosce bene l'ingresso dell'Aeroporto.